# Atletismo nos Jogos Mundiais Militares de 2011 - Revezamento 4x100 m feminino
A competição do revezamento 4x100m feminino nos Jogos Mundiais Militares de 2011 aconteceu no dia  23 de julho no Estádio Olímpico João Havelange.

## Medalhistas[1]
| Ouro   | BRA Geisa Coutinho Vanda Gomes Ana Silva Franciela Krasucki     |
| Prata  | POL Marika Popowicz Daria Korczynska Marta Jeschke Ewelina Ptak |
| Bronze | UKR Yevheniia Snihur Olena Chebanu Mariya Ryemyen Olesya Povkh  |

## Final[1]
| Pos.              | Atleta                                                            | País                 | Tempo | Notas |
| ----------------- | ----------------------------------------------------------------- | -------------------- | ----- | ----- |
| Medalha de ouro   | Geisa Coutinho Vanda Gomes Ana Silva Franciela Krasucki           | Brasil               | 43.73 | CR    |
| Medalha de prata  | Marika Popowicz Daria Korczynska Marta Jeschke Ewelina Ptak       | Polónia              | 44.35 |       |
| Medalha de bronze | Yevheniia Snihur Olena Chebanu Mariya Ryemyen Olesya Povkh        | Ucrânia              | 45.00 |       |
| 4                 | Veronica Borsi Aurora Salvagno Jessica Paoletta Ilena Draisci     | Itália               | 45.08 |       |
| 5                 | Chamali Priyadarshani Achala Dais Hsp Buddika Rmcs Rasnayake      | Sri Lanka            | 45.58 |       |
| 6                 | Margarita Manzueta Raisa Sanchez Yolanda Valerio Marlenis Veras   | República Dominicana | 45.62 |       |
| 7                 | Letzabet Hidalgo Wilmary Alvarez Prisciliana Chourio Nancy Garces | Venezuela            | 46.25 |       |